# Унін (округ Скалиця)
Унін (словац. Unín) — село, громада округу Скаліца, Трнавський край. Кадастрова площа громади — 22.73 км².
Населення 1221 особа (станом на 31 грудня 2020 року).

## Історія
Унін згадується 1392 року.

## Населення
| Рік:            | 1994. | 2004.   | 2014.   | 2024.   |
| --------------- | ----- | ------- | ------- | ------- |
| Кількість осіб: | 1149  | 1180    | 1240    | 1168    |
| Різниця:        |       | +2,69 % | +5,08 % | -5,80 % |

| Рік:            | 2023. | 2024.   |
| --------------- | ----- | ------- |
| Кількість осіб: | 1180  | 1168    |
| Різниця:        |       | -1,01 % |